# Koloniaal racisme
Koloniaal racisme is een vorm van racisme waarbij het ene ras zich gelegitimeerd acht om andere rassen die het als inferieur beschouwt te overheersen en te exploiteren.
Racistische theorieën uit Europa waren in het begin van de negentiende eeuw  maar in beperkte mate van invloed op het koloniale bestuur. Het racisme in de koloniën ontwikkelde zich vooral zonder deze intellectuele inbreng.

## Kolonien in Afrika
De moederlanden waren afhankelijk van de medewerking van Afrikaanse instituties en die medewerking zou door het expliciete racisme zoals dat in Amerika bestond in gevaar worden gebracht. Terwijl Europa een beeld uitdroeg van de Afrikaanse identiteit dat niet strookte met de werkelijkheid, versterkten Europeanen in Afrika de onderlinge verschillen met een verdeel-en-heers-politiek door culturen en etniciteiten tegen elkaar op te zetten.
Het racisme in de Verenigde Staten is wel als blauwdruk genomen voor het racisme in Afrika. Het rauwe racisme in de Verenigde Staten kenmerkte zich echter door de pathologisering van het zwarte lichaam. Zo kreeg fysionomie of beoordeling op uiterlijk een belangrijke invloed op sociale klasse en kregen het lichaam en de zwarte huidskleur een doorslaggevende betekenis. Dit bleek duidelijk uit de one-drop-rule ten tijde van de rassensegregatie in de Verenigde Staten, die erop neerkwam dat iedereen met ook maar het minste spoortje zwart bloed (slechts 'één druppel') als zwart werd beschouwd.
In West-Afrika, ook wel bekend als white man's grave, waren blanken door de vele ziektes en hoge temperaturen de fysiek zwakkere partij. In deze omgeving had het zwart zijn voor volken als de Mandé, Akan, Yoruba en Ibibio niet de definiërende betekenis die het in Amerika wel had en ook de verbindende factor van het zwart zijn ontbrak zo. Cultuur was wel een onderscheidende factor en hier werd dan ook door Europeanen gebruik van gemaakt. Afrikanen ondervonden vooral het institutioneel racisme doordat het hoogste bestuur in handen was van Europeanen, met indirect bestuur via lokale hoofden. Door het geringe aantal Europeanen, die bovendien van hen afhankelijk waren, ondervonden de Afrikanen maar weinig alledaags racisme. Ook leden zij niet erg onder het culturele racisme van Europeanen, omdat zij hen in fysiek en cultureel opzicht juist als hun minderen beschouwden. Bij de Afro-Amerikanen was het racisme juist allesbepalend.

## Rassensegregatie
Het koloniale racisme werkte directer door in samenlevingen waar voormalige slavenhouders en voormalige slaven in groten getale naast elkaar bleven wonen, zoals Zuid-Afrika en de Verenigde Staten. Tussen het einde van de Tweede Boerenoorlog in 1902 en de Unie van Zuid-Afrika in 1910 werd de basis gelegd voor apartheidssysteem met rassensegregatie. Er werden inheemse reservaten gecreëerd waarmee de Afrikaanse bevolking uitgesloten werd van Zuid-Afrika zelf, dat echter wel de regels bepaalde in de reservaten. Zo moest het blanke baasskap intact blijven. In 1948 zouden deze gevormd worden tot Bantoestans of thuisland.
Rassensegregatie in de Verenigde Staten bestond vanaf de Amerikaanse Burgeroorlog tot eind jaren 1960 in vooral de voormalige Geconfedereerde Staten van Amerika. Deze segregatie was er praktisch gezien al tijdens slavernij in de Verenigde Staten waarbij elke staat zijn eigen slave code had, gevolgd door de Black Codes na de Amerikaanse Burgeroorlog en de Jim Crow-wetten na de Reconstructie. In Australië ontstonden zo Aboriginesreservaten en in de Verenigde Staten Indianenreservaten.
In de koloniën werd de segregatie niet zo ver doorgevoerd, met uitzondering van de Duitse. De Duitsers voegden zich pas laat bij de andere Europese kolonisatoren. In Duits-Zuidwest-Afrika vond tussen 1904 en 1908 de Namibische Genocide plaats waarbij zo'n 80.000 Herero en Nama omkwamen in gevechten en concentratiekampen. Generaal Lothar von Trotha beoogde de volledige uitroeiing van de Herero en ook al herriep Berlijn dit Vernichtungsbefehl na veel interne strijd, wist Trotha daar bijna in te slagen met zo'n 80%. In 1905 werden gemengde huwelijken verboden en in 1907 verloren beide partners met terugwerkende kracht alle rechten. In 1912 leidde dit tot het Mischehendebatte.

## Neokoloniaal racisme
Na de Tweede Wereldoorlog begon een proces van dekolonisatie. In het Atlantisch Handvest was onder Amerikaanse druk opgenomen dat elk volk zelfbeschikkingsrecht heeft, waarbij de Verenigde Staten overigens voorbijgingen aan de segregatie in eigen land. Hoewel de Amerikanen druk uit bleven oefenen, werd het zelfbeschikkingsrecht zoveel mogelijk genegeerd door de Europese koloniale machten, zowel omdat het hun economisch beter uitkwam als omdat er een communistische dreiging zou zijn. Naast de Amerikaanse druk groeide de binnenlandse bewustwording in veel koloniën, die ook zagen dat de moederlanden verzwakt waren door de oorlog. Een en ander leidde geregeld tot zeer gewelddadige onafhankelijkheidsoorlogen, zoals de Indonesische Onafhankelijkheidsoorlog, de Algerijnse Oorlog, de Eerste Indochinese Oorlog en de Vietnamoorlog. De Portugese koloniale oorlog duurde nog langer, doordat de dictator Salazar weigerde om de koloniën op te geven. Het resultaat was een veelal gehaaste, weinig zorgvuldige dekolonisatie, regelmatig gevolgd door neokolonialisme: de voormalige koloniën waren weliswaar officieel onafhankelijk, maar economisch en ook politiek was er door de ongelijke onderhandelingsmacht veelal sprake van dependencia, onder andere via multinationale ondernemingen. Afbouw van koloniale macht ging vaak gepaard met verwesterlijking.
Door cultuurimperialisme bleven voormalige koloniën in de westerse invloedssfeer en de koloniale mentaliteit bleek nog niet verdwenen. Zelfs bij goedbedoelde initiatieven als vrijwilligerswerk kan er sprake zijn van een impliciet superioriteitsgevoel. De vraag bij voluntourisme wordt dan of het gaat om goed doen of om het goed voelen. Schadelijker is de exploitatie die gepaard gaat met buitenlandse investeringen.
Volgens psychiater Frantz Fanon was er een manicheïstisch systeem ontwikkeld van goed en kwaad waarbij de gekoloniseerden het kwaad waren. Naast dit idee van blanke superioriteit heeft dit een zwarte minderwaardigheid en uiteindelijk ontmenselijking tot gevolg.
Ook na de dekolonisatie bleven blanken het referentiepunt, zwarten waren vooral niet-blank: de blanke heeft de neger gecreëerd. Fanon streefde ernaar dat iedereen elkaar als mens zou zien en niet als kleur.

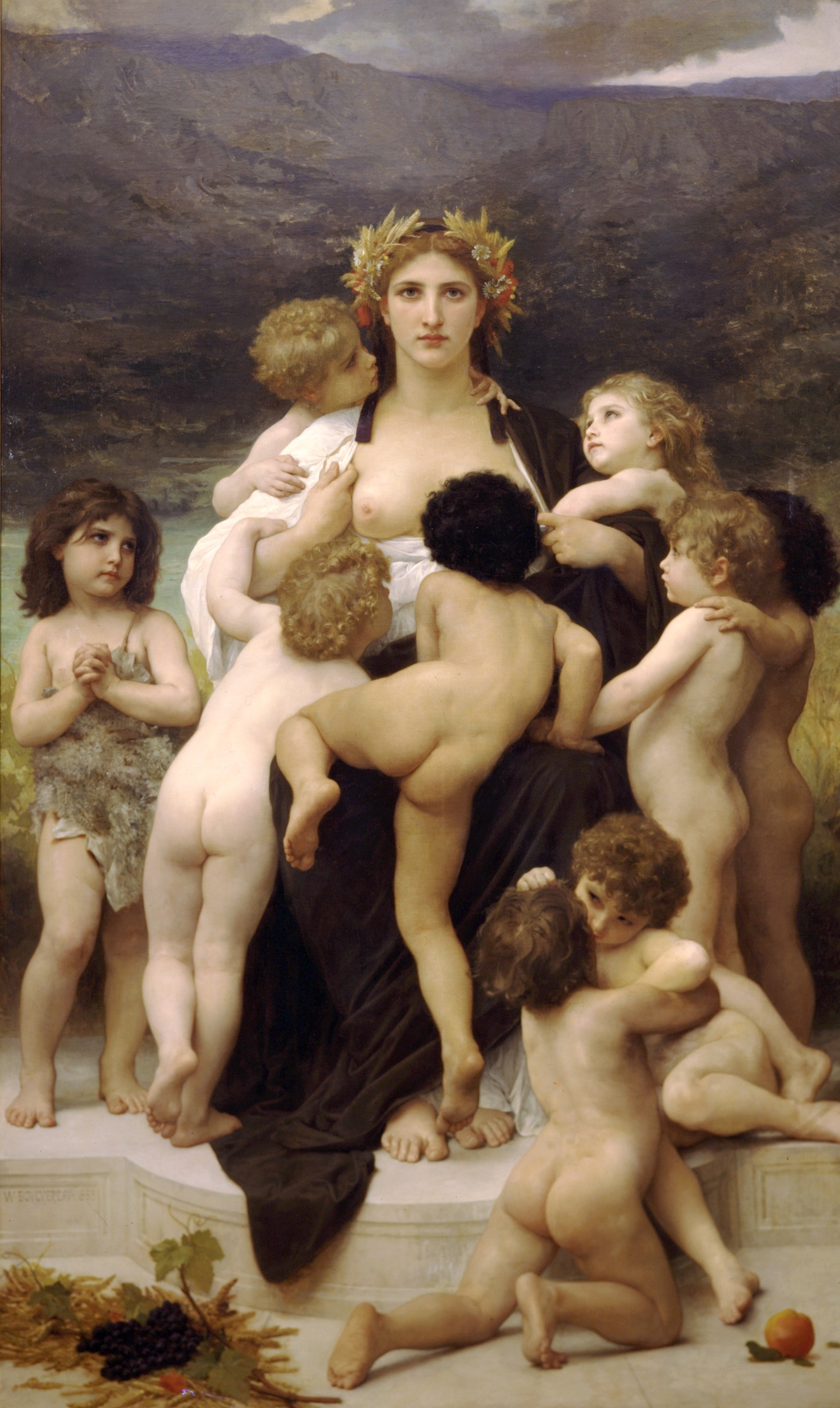
Alma Parens van William Bouguereau
Het moederland met de afhankelijke koloniën

Het koloniale verleden leeft daarnaast voort in de beeldvorming. Dit heeft gevolgen voor de representatie van onder meer de Oriënt. Onder het mom van objectieve journalistiek en geschiedschrijving konden zo volgens Edward Said in de Verenigde Staten karikaturale beelden van de islamitische wereld ontstaan. In het invloedrijke Orientalism uit 1978 werkte Said het idee uit dat oriëntalisme op die manier bijdroeg aan het in stand houden van een onjuiste beeldvorming waarmee ingrepen in de politiek van het Nabije Oosten aanvaardbaar werd, daarbij voorbijgaand aan de grote diversiteit die het gebied kent:
My contention is that without examining Orientalism as a discourse one cannot possibly understand the enormously systematic discipline by which European culture was able to manage - and even produce - the Orient politically, sociologically, militarily, ideologically, scientifically, and imaginatively during the post-Enlightenment period.
Dit idee van culturele hegemonie kon zo diep doordringen in de maatschappij. Dit geldt niet alleen voor de Europese cultuur, maar ook die van de voormalige koloniën waar blank een ideaalbeeld werd, zoals blijkt uit huidbleking in Afrika en Azië en blanqueamiento in Latijns-Amerika. Onderdrukking, maar ook het eenzijdige onderwijs daar over liet bij onderworpen Afrikanen en hun nazaten diepe sporen na, zoals Anton de Kom in 1934 verwoordde:
Geen beter middel om het minderwaardigheidsgevoel bij een ras aan te kweeken, dan dit geschiedenisonderwijs waarbij uitsluitend de zonen van een ander volk worden genoemd en geprezen. Het heeft lang geduurd voor ik mijzelf geheel van de obsessie bevrijd had, dat een neger altijd en onvoorwaardelijk de mindere zijn moest van iederen blanke. Ik herinner mij, hoe het zusje van een mijner vrienden niet met haar eigen broertje wandelen wilde, omdat zijn huidskleur een schakeering donkerder was dan de hare. [...]
Geen volk kan tot vollen wasdom komen, dat erfelijk met een minderwaardigheidsgevoel belast blijft.